# Thulinius augusti
Thulinius augusti är en djurart som tillhör fylumet trögkrypare, och som först beskrevs av Murray 1907.  Thulinius augusti ingår i släktet Thulinius och familjen Hypsibiidae. Inga underarter finns listade i Catalogue of Life.